# Chartreuse de Meyriat
Pour les articles homonymes, voir Meyriat.
La chartreuse de Meyriat (en latin Cartusia Maiorevi) est un ancien monastère de l'ordre des chartreux. Elle est située dans la commune de Vieu-d'Izenave du département de l'Ain en région Auvergne-Rhône-Alpes.
Il n'en subsiste aujourd'hui que des ruines.

## Localisation
La chartreuse a été installée dans la vallée de Meyriat.
Elle relève de la province cartusienne de Bourgogne et appartenait au diocèse de Lyon.

## Histoire
La chartreuse est fondée en 1116, probablement sur des terres données par Ponce de Balmey,, chanoine et dignitaire de l'Église métropolitaine de Lyon et futur évêque de Belley. Les deux frères de Ponce, Garnier de Balmey et Guillaume de Balmey, confirment et garantissent la concession. Un premier établissement est érigé sous le vocable de saint Étienne puis un second sous le vocable de sainte Marie. Il est géré par plus de cinquante-six prieurs religieux et savants, disciples de saint Bruno. L'auteur mystique Hugues de Balma en fut prieur au XIIIe siècle.
La chartreuse est protégée par tous les archevêques de Lyon, mais aussi par ceux de Genève, Belley, Ambronay et Cluny. Elle obtient aussi des privilèges venant des seigneurs locaux dont les plus fameux sont ceux de Coligny, Thoire et Villars. Elle reçoit même des privilèges venant des comtes de Savoie.
Vers la fin du XIIe siècle, peut-être avant, des moines de Meyriat, envoyés par le prieur Guigue, sont à l'origine de la fondation de la chartreuse d'Aillon, dans le massif des Bauges.
Le domaine de la chartreuse s'étendait essentiellement sur la combe du val et Brénod avec quelques antennes en direction de Maillat et du vignoble du Cerdon. L'élément le plus important était les sapinières de la forêt de Meyriat.
La chartreuse prospère jusqu’à la Révolution française qui interdit les congrégations religieuses en 1791. Elle fut abandonnée en 1791. L'ensemble est vendu en 1796. Elle est détruite et pillée. Au début des années 1980, il ne subsiste que l'hôtellerie, ainsi qu'une partie du mur d'enceinte.

## Description de la chartreuse et ses possessions
L'église est de forme rectangulaire.
Le cloître est de type cloître-couloir.

## Liste des prieurs de Meyriat
La chartreuse est soumise à l'autorité d'un prieur.